# Arthonia circinata
Arthonia circinata är en lavart som beskrevs av Theodor 'Thore' Magnus Fries. Arthonia circinata ingår i släktet Arthonia, och familjen Arthoniaceae. Arten är reproducerande i Sverige.